# Vincenzo Cesati

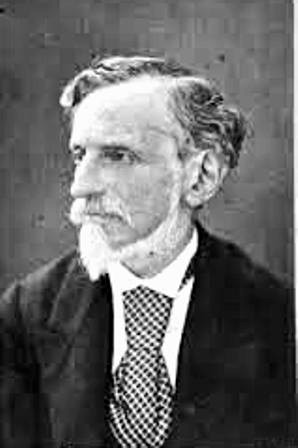
Vincenzo Cesati (1874)

Vincenzo Cesati (Milano, 24 maggio 1806 – Napoli, 13 febbraio 1883) è stato un botanico italiano di orientamento floristico-sistematico. Studioso di crittogamologia ed esperto micologo, fu docente universitario e direttore del Real Orto botanico di Napoli.

## Biografia
Vincenzo Cesati, barone di Vigadore, nacque da Massimiliano, consigliere del Consiglio di guerra di Corte austriaco e dalla marchesa Barbara Durazzo di Genova.

### La formazione giovanile e gli studi a Vienna
Ancora giovanissimo, manifestò grande interesse per la storia naturale ed un'autentica passione per la botanica. Si avvicinò da autodidatta a questa disciplina formando da solo la sua cultura scientifica, poiché non gli fu permesso di seguire un percorso specifico di studi universitari. 

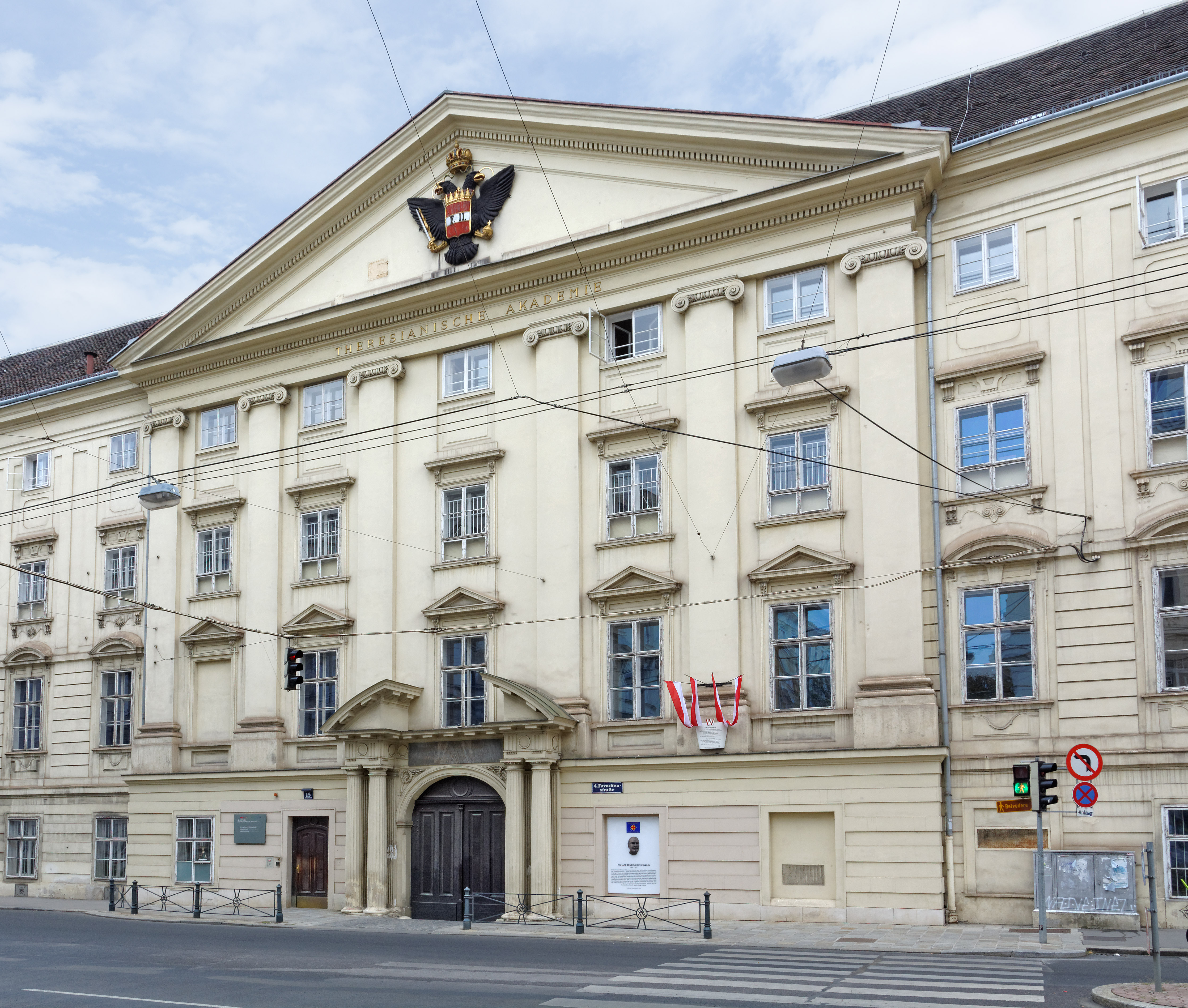
Il Collegium Theresianum di Vienna.

Soggetto infatti all'autorità del padre, che lo voleva «successore della sua carica, dei suoi onori e delle sue tendenze», fu indirizzato, quattordicenne, agli studi classici e poi a quelli giuridici e diplomatici presso il Collegium Theresianum di Vienna per essere «educato nobilmente, come si convenia a perfetto gentiluomo».

### Il periodo lombardo (1829-1848) e la partecipazione ai moti insurrezionali antiaustriaci
Conseguita la laurea in giurisprudenza nel 1829, tornò a Milano e, rifiutando la carriera diplomatica alla quale il padre lo aveva destinato, trovò un impiego prima come praticante di concetto presso la Direzione Generale di Polizia, poi come funzionario amministrativo presso la Delegazione provinciale, prima a Milano e poi in diverse province lombarde che erano allora governate dall'Austria. Questi incarichi, che tenne per quasi vent'anni fino al 1848, gli consentirono di coltivare la sua vera passione, la scientia amabilis che, oltre allo studio, lo portava a compiere frequenti esplorazioni botaniche alla ricerca di specie rare per il suo erbario e a scoprirne di nuove da descrivere e determinare.
A Milano iniziò anche a frequentare la casa del nobile austriaco Maurizio Rainer De Haarbach dove si incontravano alcuni giovani naturalisti accomunati dalla stesso interesse per la botanica e intenzionati a promuovere un movimento di ricerche sulla storia naturale della Lombardia.
Nel settembre 1840 Cesati fu trasferito a Como, presso la locale Delegazione provinciale con l'incarico di terzo aggiunto di delegato.  Vi restò due anni fino al 7 aprile 1843 quando fu promosso a relatore della Congregazione provinciale di Brescia. A Brescia rimase quasi cinque anni, fino al 9 gennaio del 1848, quando fece ritorno a Como in qualità di primo aggiunto di delegato e successivamente. il 18 marzo dello stesso anno, come Delegato dell' I. R. Delegazione provinciale di quella città.
Proprio allora in Lombardia scoppiarono i primi moti insurrezionali anti austriaci, preparatori della Prima Guerra di Indipendenza Italiana e Cesati, di idee liberali e sentimenti patriottici, partecipò attivamente alle vicende risorgimentali di quel periodo. Presidente della Congregazione provinciale di Como, non solo non volle adottare misure repressive contro gli insorti come gli avrebbe imposto la sua funzione, ma «alla testa della popolazione» combatté contro le truppe austriache e poi a Milano, col Governo provvisorio, contribuì attivamente alla liberazione della città.
Il 27 marzo, il Governo provvisorio di Como lo incaricò di reggere ancora la Delegazione ed il 22 aprile il Governo provvisorio centrale della Lombardia lo confermò Presidente della Congregazione provinciale. Ma il 5 agosto, dopo la sconfitta dell'esercito piemontese di Carlo Alberto di Savoia, a Custoza ed il ritorno degli austriaci nel Lombardo-Veneto, fu costretto ad abbandonare precipitosamente la città.

### L'esilio a Lugano ed il ventennio vercellese (1848-1867)
Fuggito esule in Svizzera, Cesati soggiornò a Lugano per alcuni mesi.
Per ritorsione del Governo austriaco subì la confisca e la vendita di tutti i suoi beni, nonché la perdita del materiale scientifico accumulato in quegli anni tra cui gli appunti di micologia sui quali stava allora lavorando per una monografia sui funghi già cominciata ed il materiale preparatorio per il quarto ed il quinto fascicolo di una Iconographia della flora italiana che resterà incompiuta.
Tornato in Italia, Cesati si stabilì a Vercelli che divenne così la sua seconda patria e dove rimase per quasi vent'anni, fino al 1867.
A Vercelli iniziò ad insegnare storia naturale presso il Collegio nazionale (Real Collegio) di Via San Cristoforo e, nell'aprile del 1854, fu nominato direttore agli studi delle Scuole tecniche speciali, patrocinate dal Comune, presso il nuovo Collegio-convitto nazionale. Nel 1860 queste scuole furono convertite in Istituto Tecnico (diventato dal 2007, Istituto di Istruzione Superiore "Camillo Cavour") e Cesati ne fu il primo Preside. Tenne la presidenza sino al dicembre del 1867, quando lasciò Vercelli per trasferirsi a Napoli, nominato professore di botanica presso la R. Università.

### Il periodo napoletano (1867-1883) e la direzione del R. Orto botanico

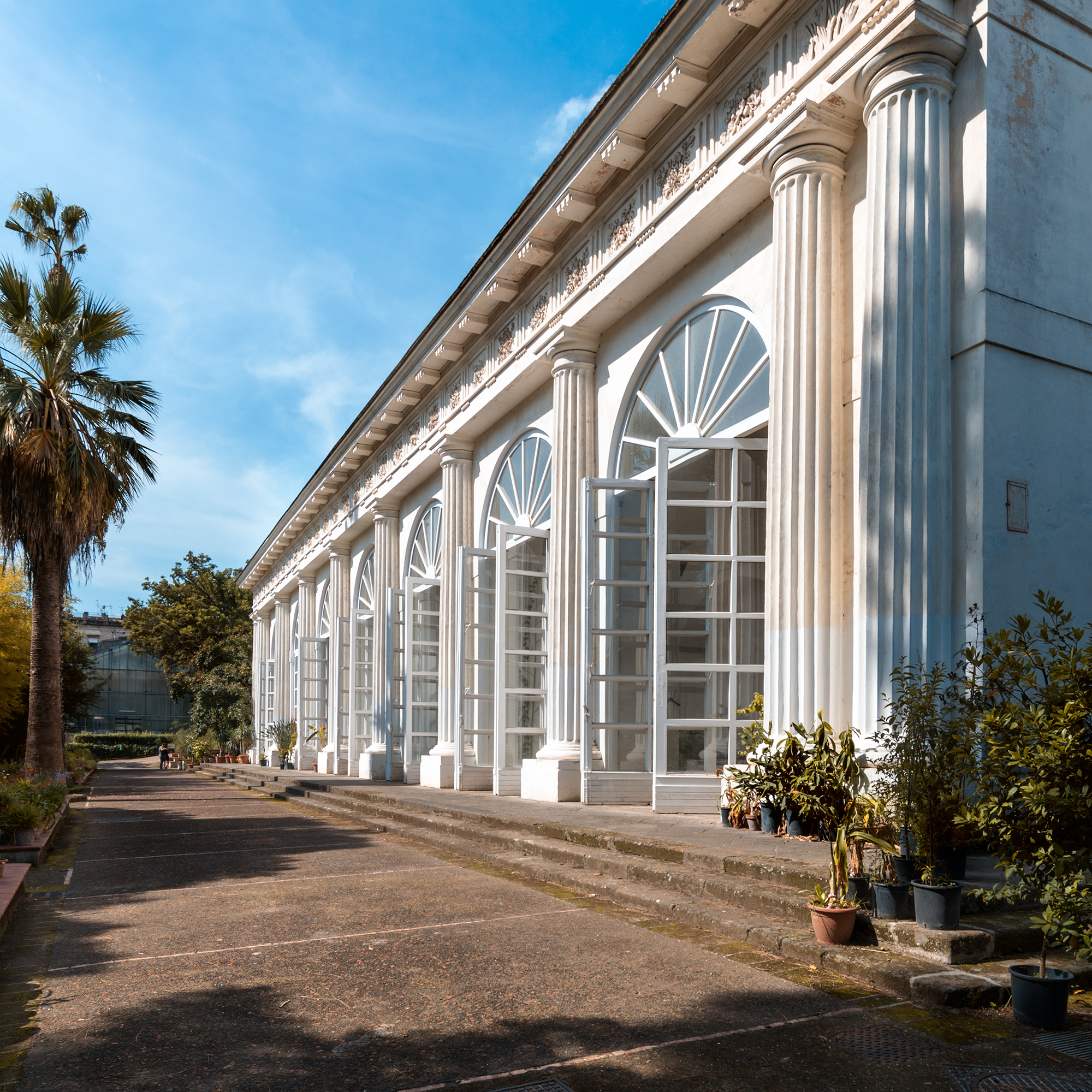
La Serra Merola (in origine la Stufa temperata) nel R. Orto botanico di Napoli.

Cesati vinse il concorso per titoli alla cattedra di botanica presso la Facoltà di Medicina e Chirurgia e presso la Facoltà di Scienze fisiche, matematiche e naturali. Assunse anche come titolare la direzione del R. Orto botanico, subentrando a Giuseppe Antonio Pasquale, che svolgeva ad interim questi incarichi, rimasti vacanti per la morte di Guglielmo Gasparrini, il 28 giugno del 1866.
L'opera di Cesati come Direttore del R. Orto botanico fu «laboriosa e non sempre apprezzata adeguatamente».
Durante la sua direzione fu formalizzato l'acquisto di microscopi per i laboratori dell'Istituto, Fu costruita una nuova stufa calda (a riscaldamento artificiale) in ferro e vetro, in sostituzione di quella preesistente più piccola e difettosa, e si progettò la ristrutturazione della monumentale Stufa temperata. L'ingresso principale dell'Orto fu dotato di un impianto di illuminazione a gas e fu regolamentata l'apertura al pubblico del Giardino consentendola nei soli giorni feriali.

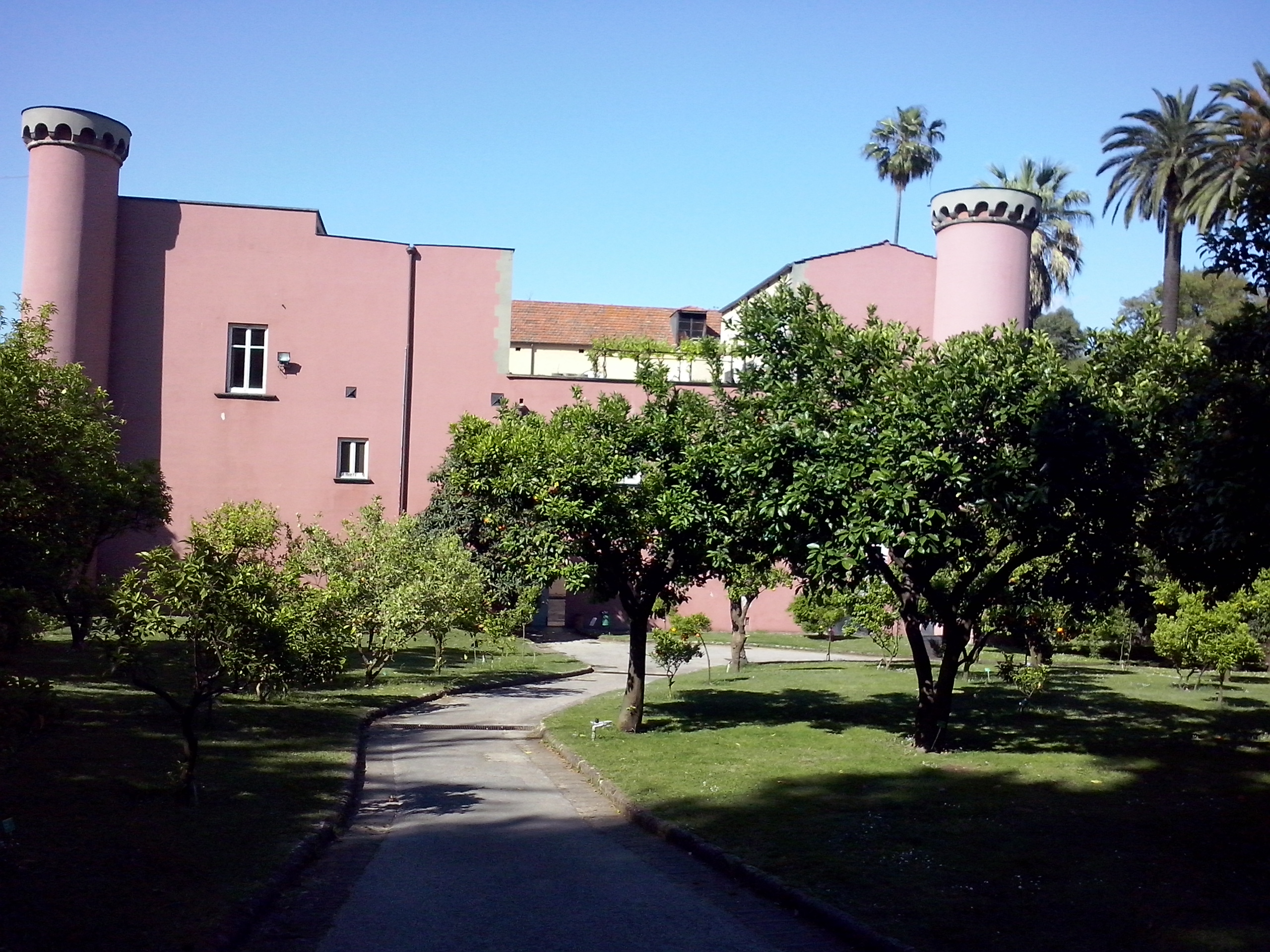
ll Castello (in origine il Casamento) nel R. Orto botanico di Napoli.

Con la nomina a Direttore del R. Orto botanico Cesati entrò formalmente a far parte di quell'ambiente universitario dal quale era rimasto sino ad allora ai margini. Fu così accolto come socio ordinario nelle più prestigiose accademie napoletane e in diverse altre Società scientifiche italiane e straniere, oltre che in quelle delle quali era già corrispondente.

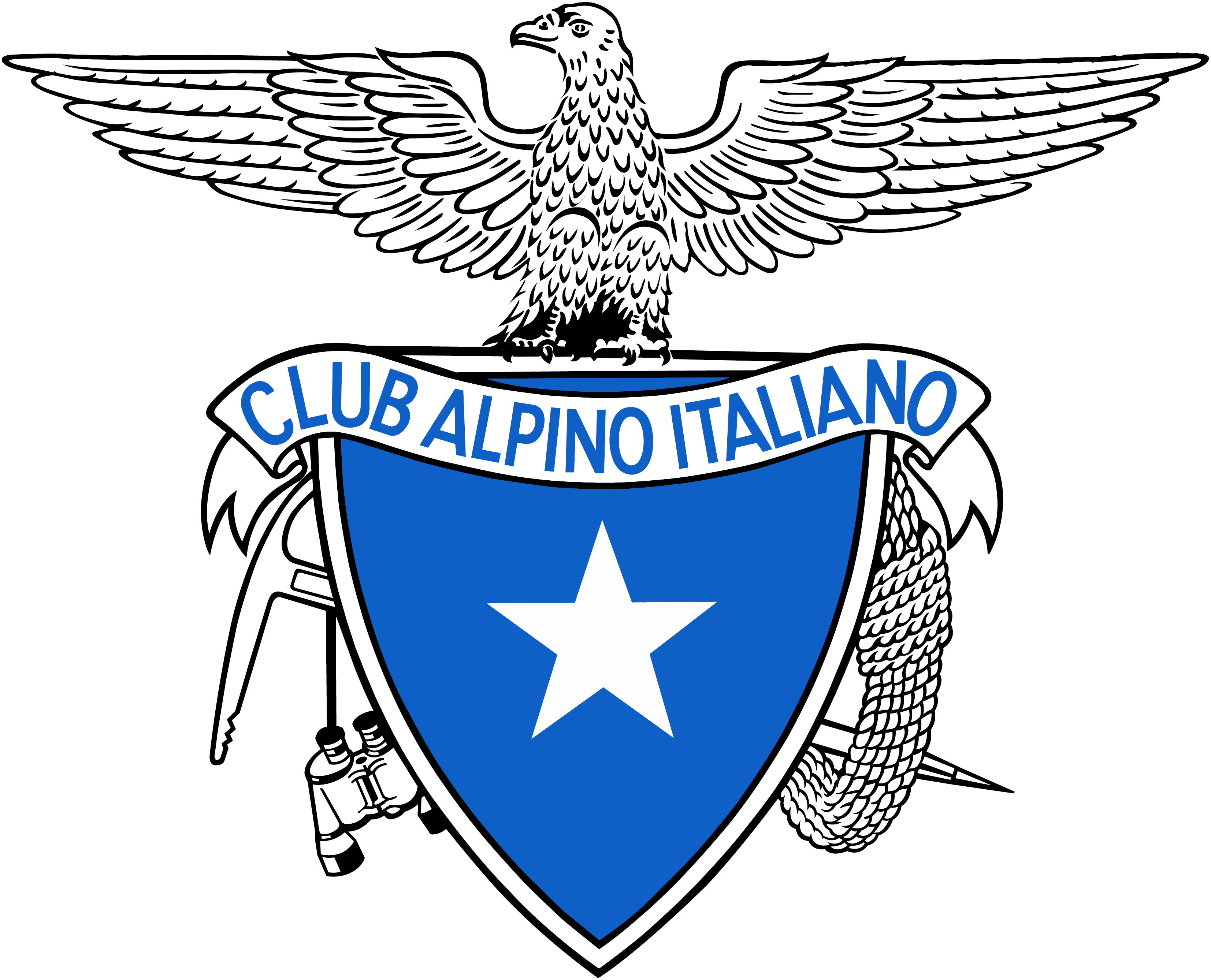
Stemma del Club Alpino Italiano derivato, con lievi modifiche, da quello realizzato dalla Sezione di Napoli, durante la presidenza Cesati, nel 1873 ed approvato nel 1874.

Fu anche insignito dei titoli di Uffiziale dell'Ordine dei Santi Maurizio e Lazzaro, di Cavaliere dell'Ordine della Corona d'Italia e di Ufficiale dell'Ordine Imperiale della Rosa dall'imperatore del Brasile Don Pedro II.
Nel 1871 fu tra i fondatori della sezione napoletana del Club Alpino Italiano e ne fu il primo presidente fino al 1881, quando, manifestatisi i primi sintomi di una grave infermità, fu costretto a rinunciare all'incarico e ad abbandonare l'insegnamento e la ricerca sul campo.
In seguito all'aggravarsi delle sue condizioni nel 1882, chiese ed ottenne il collocamento a riposo, pur conservando la titolarità dei suoi incarichi accademici in cui fu supplito dai suoi due coadiutori, Pasquale nell'insegnamento della botanica e Licopoli nella direzione dell'Orto.
Morì a Napoli nel febbraio dell'anno seguente.
In segno di stima quand'era in vita, e per renderne poi omaggio alla memoria, furono molti i botanici italiani e stranieri che vollero dedicargli nuovi generi e, soprattutto, nuove specie sia di fanerogame che di crittogame che portano, così, i nomi specifici (epiteti) di cesatii, di cesatiana (o cesattiana), di cesatianus o di cesatianum.

## Attività scientifica

### Le prime esplorazioni botaniche, la flora lombarda e gli esordi in crittogamologia
Tra il 1836 ed il 1838, Cesati, funzionario nell'amministrazione pubblica a Milano ma cultore appassionato di scienze naturali nel privato, pubblicò alcuni suoi lavori originali ponendosi all'attenzione dell'ambiente botanico ufficiale, quello cioè delle Università e dei Musei di Storia naturale. Questi suoi primi lavori erano frutto delle sue ventennali esplorazioni botaniche nel Milanese, nelle valli del Lambro, del Liro e del Sesia, nell'Oltrepò pavese, in Lomellina, nel Comasco e nel Vercellese. In essi Cesati espose le sue conoscenze e le sue idee in vari settori della botanica, dalla floristica del milanese alla sistematica delle Umbrelliferae, dalla micologia alla teratologia e alla fisiologia vegetale, dando un suo primo contributo alla crescita delle conoscenze botaniche ottocentesche. 

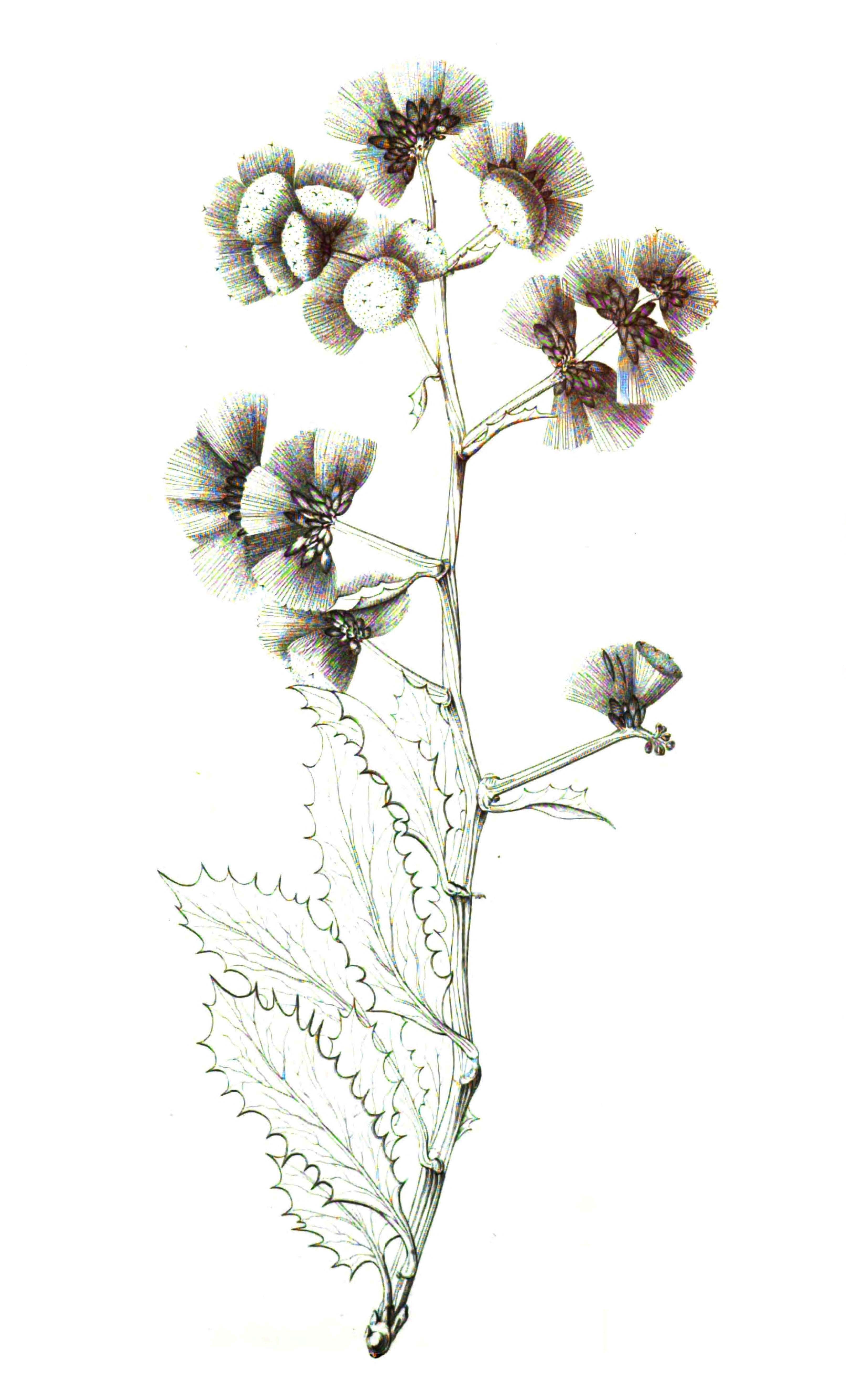
Ramo di Proustia pungens g. ilicifolia, Hook. et Arn. (Cesati, 1873a).

Nel 1840 pubblicò «a tutte sue spese» il primo fascicolo della sua opera più voluminosa (in folio max.), una Iconographia delle piante italiane che, nell'intenzione dell'Autore, avrebbe dovuto essere una completa rappresentazione figurata della flora italiana con una dettagliata descrizione delle specie, ognuna delle quali accompagnata da una illustrazione che lui stesso si proponeva di realizzare. Ma l'opera, «sventuratamente per la scienza», sarebbe rimasta incompiuta arrestandosi con la pubblicazione del terzo fascicolo nel 1844.
Con il suo trasferimento prima a Como e poi Brescia, si allargarono a queste due province le sue campagne di erborizzazione che lo portarono ad osservare oltre 450 specie, alcune molto rare e di cui se ne ignorava, fino ad allora, la presenza nell'Italia settentrionale.
Durante il soggiorno bresciano pubblicò anche quelli che sarebbero stati gli ultimi due fascicoli della sua incompiuta Iconographia, dedicandoli rispettivamente alla II Riunione degli Scienziati Italiani, che si era già svolta a Torino nel settembre del 1840, ed alla VI Riunione, che si sarebbe tenuta a Milano nel settembre del 1844. Cesati partecipò attivamente a quest'ultimo congresso presentando diverse relazioni scientifiche e, seppure estraneo all'ambiente accademico, fu nominato segretario della sezione di Botanica e Fisiologia vegetale di cui curò, tra l'altro, la stesura degli atti verbali.
Nel luglio del 1844 terminò la scrittura di quella che lui definì una «memoriuzza». Era in realtà un saggio sulla flora lombarda contenente l'elenco floristico delle specie spontanee osservate in quel territorio ed un'introduzione ricca di osservazioni sugli aspetti generali della flora italica e su quelli propri della flora insubrica con un'accurata descrizione di diversi biotopi regionali. Fu pubblicato, con il titolo Flora, sotto forma di capitolo all'interno dell'opera Notizie naturali e civili su la Lombardia a cura dell'economista Carlo Cattaneo.
Tre anni più tardi, con una nuova memoria dallo stesso titolo della precedente, Cesati ritornò sul tema della flora lombarda aggiornando ed ampliando la consistenza floristica della vegetazione spontanea della regione e portando a 2590 il totale delle specie osservate. Inoltre, a differenza del lavoro precedente, dedicò una parte considerevole della trattazione ai micromiceti con l'intento di «gettare la prima base di una sistematica numerazione dei vegetabili fungoidei dell'Italia superiore» L'intento, perseguito con quest'ultimo saggio e conseguito con i numerosissimi lavori successivi, lo avrebbero portato ad essere considerato uno dei fondatori della crittogamologia in Italia ed una autorità nel campo della micologia e non solo in ambito nazionale.
Particolarmente rilevanti sarebbero stati i suoi lavori successivi sugli Ascomyicota in generale e, in particolare, sulla famiglia delle Sferiacee, tra cui il genere Rosellinia.

### Le osservazioni floristiche nel vercellese e i contributi in micologia
Anche il periodo trascorso a Vercelli, a dispetto delle iniziali perplessità di Cesati, su quanto la nuova residenza potesse offrirgli dal punto di vista botanico, fu fitto di nuove erborizzazioni e ricco di osservazioni floristiche con oltre settecento tra fanerogame e crittogame censite.

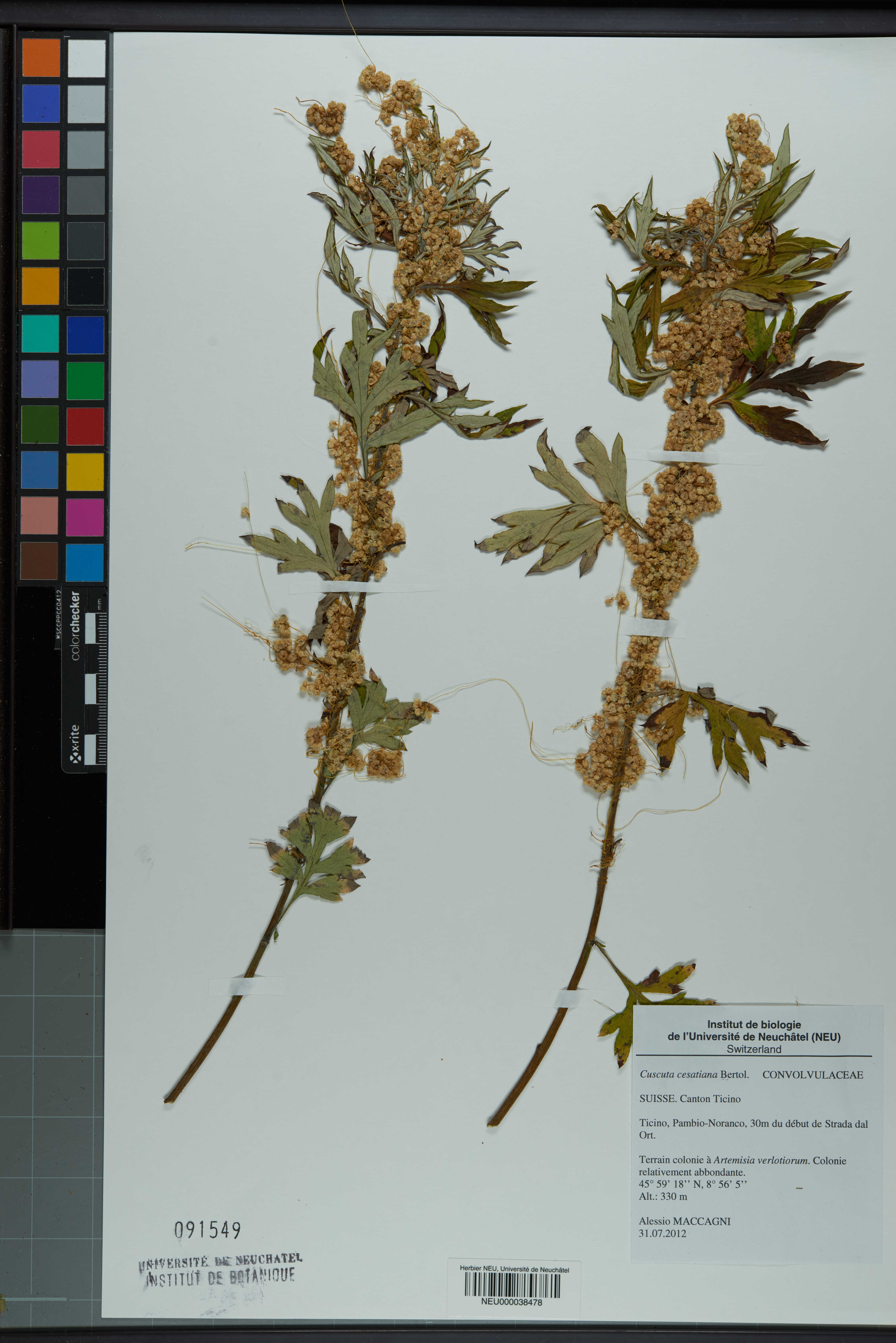
Exsiccatum di Cuscuta cesattiana, Bertol. conservato presso il Neuchâtel Herbarium (Herbarium dell'Istitut de Biologie de l'Université de Neuchâtel, Switzerland).

Tra le fanerogame, oltre alle numerose specie rare o mai segnalate nel territorio (come la Fimbristylis squarrosa, Vahl. o il Verbascum virgatum, Stokes), spicca la prima osservazione di una Convolvulacea che, scrisse Cesati, «probabilmente, è specie nuova». Effettivamente, un anno dopo, fu istituita come tale da Antonio Bertoloni e da questi dedicata proprio a Cesati con il nome di Cuscuta cesattiana.
Ma, per Cesati, la provincia di Vercelli restava comunque «la più infelice del Piemonte per le Fanerogame», per cui la sua attenzione si rivolse principalmente alle crittogame (e non solo ai funghi ma anche ai muschi, ai licheni e alle alghe) di cui scoprì e fondò diverse nuove specie descrivendole in brevi note in tedesco nell'Hedwigia, nella Botanische Zeitung e nelle Decadi e nelle Centurie di Rabenhorst.
Concepì anche l'idea di una crittogamologia insubrica, che sarebbe dovuta diventare il primo censimento sistematico della flora crittogamica del territorio compreso tra il Po e i laghi prealpini. Ma non portò a termine il progetto di cui pubblicò però i primi due saggi nei Commentari della Società Crittogamologica Italiana.

Tra i lavori pubblicati nel periodo vercellese spicca il saggio sugli Sferiacei scritto in unione con De Notaris. Di questa famiglia di funghi, che è tra le più numerose e le più interessanti e che era stata oggetto di importanti lavori ad opera di Elias Magnus Fries e di Louis René Tulasne, venne proposto dai due Autori uno schema innovativo di classificazione sistematica, basato sulla comparazione di alcuni caratteri microscopici. La monografia definita da Nicola Pedicino «sommamente rimarchevole per la sua importanza nella storia della Micologia» fu accolta con unanime favore dai micologi specialisti nello studio di questi funghi.

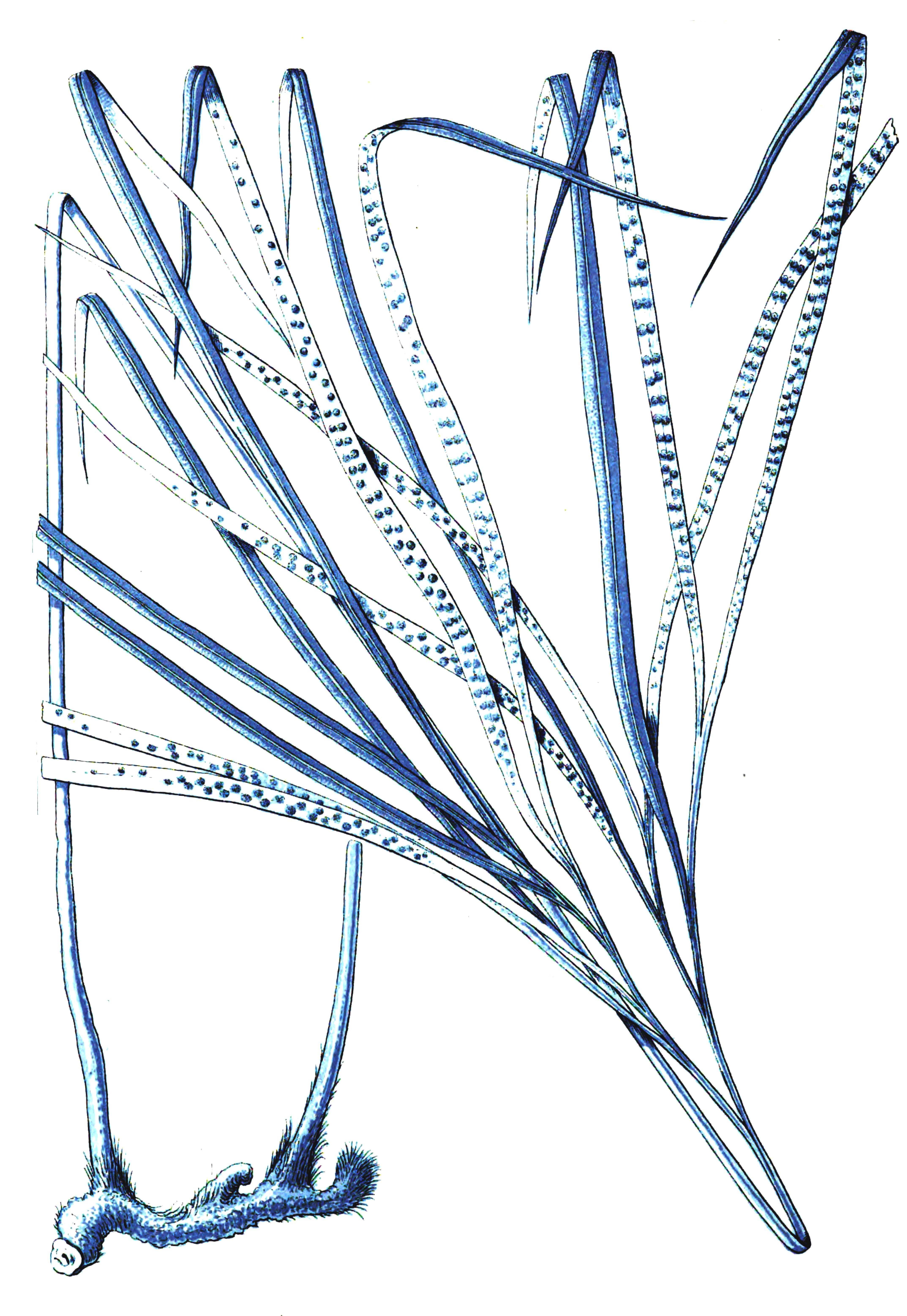
Polypodium bifurcatum, Bak. (Cesati, 1878b).

Nel 1867 iniziò, con il primo fascicolo, la pubblicazione di un'opera imponente, che fu iniziata da Cesati in collaborazione con Giuseppe Gibelli e Giovanni Passerini. Una Flora analitica della vegetazione spontanea italiana, strutturata secondo il metodo dicotomico per l'identificazione dei generi e delle specie. I trentacinque fascicoli, di cui si compose l'opera, furono pubblicati regolarmente per circa trent'anni tra il 1867 ed il 1898. Dopo la morte dell'ultimo dei tre Autori, l'opera fu portata a termine da Oreste Mattirolo allievo di Gibelli.
L'opera fu definita «un ouvrage pratique [...]  accessible à tous les amateurs», e fu la prima flora unitaria italiana, innovativa rispetto a tutte le Flore precedenti. Sia per il superamento del metodo comparativo e l'adozione delle chiavi dicotomiche, sia per l'uso dell'italiano in luogo dell'elitario latino, sia per il sussidio alla determinazione sistematica dato da un secondo volume interamente dedicato alle illustrazioni organografiche delle specie descritte.

### Il periodo napoletano e gli ultimi lavori floristico-sistematici

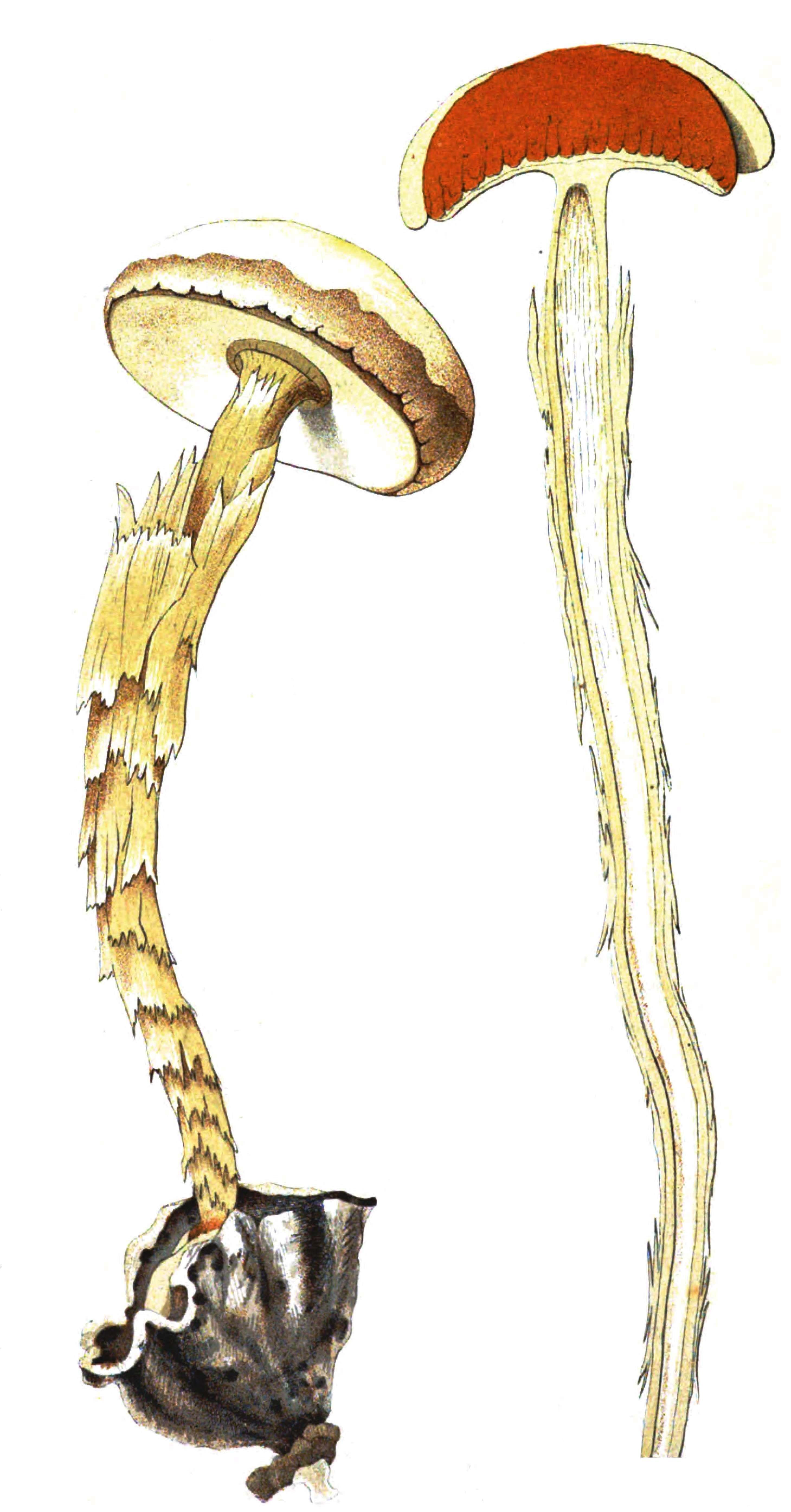
Due esemplari di Battarraea guicciardiniana, Ces. (Cesati, 1878a).

Con il trasferimento a Napoli nel 1867 iniziò per Cesati un periodo gravoso di impegni, connessi all'insegnamento universitario, alla direzione dell'Orto botanico e, non ultimo, alla direzione della sezione napoletana del CAI da lui fondata. Come direttore del R. Orto botanico Cesati ebbe principalmente il merito di aver impresso una svolta negli obiettivi di ricerca dei botanici napoletani essendo riuscito a risvegliare in loro l'interesse per i vari ambiti della crittogamologia. Interesse che, fino ad allora, si concretizzava quasi esclusivamente nell'inclusione di qualche saggio di crittogame negli exsiccata. Cesati riuscì a mutare profondamente questo atteggiamento e la crittogamologia si andò progressivamente ad affiancare a Napoli alla tradizionale attività di ricerca, prevalentemente floristica, in botanica fanerogama.
In effetti Cesati non si limitò a proporre nuovi indirizzi ma «da buon organizzatore di studi, si fece una scuola, assegnando ai migliori suoi allievi lo studio dei varii rami della Crittogamia». Francesco Balsamo fu incaricato dello studio delle alghe, Orazio Comes dei funghi, Antonio Jatta dei licheni e infine a Giuseppe Camillo Giordano fu assegnato lo studio delle briofite. E Cesati ottenne i risultati auspicati poiché i destinatari della sua direttiva, divenuti esperti crittogamisti, diedero tutti contributi importanti alla conoscenza delle crittogame cellulari, e non solo di quelle dell'Italia meridionale.
Quello napoletano fu comunque un periodo fertile di nuovi studi e ricerche e nel quale videro la luce alcuni suoi importanti lavori editi, per lo più, negli Atti e nei Rendiconti dell'Accademia di Scienze Fisiche e Matematiche della Società Reale di Napoli.
In diversi di questi lavori, a carattere prevalentemente floristico-sistematico, Cesati si occupò della descrizione del materiale botanico da lui stesso collezionato o di quello raccolto da alcuni naturalisti-esploratori e a lui affidato per l'elaborazione.
Non trascurò ovviamente la micologia anzi, durante il soggiorno a Napoli, Cesati fece, tra l'altro, la prima osservazione per l'Italia di un raro fungo esotico del genere Battarraea ritenuto, fino ad allora, esclusivo dell'Inghilterra. Istituì anche una nuova specie, appartenente allo stesso genere Battarraea, a cui impose il nome specifico di guicciardiniana, innescando una vivace polemica con il micologo inglese Worthington George Smith, che si risolse a favore di Cesati.
Nel luglio del 1882 Cesati, già da diversi mesi gravemente malato, dettò quelli che sarebbero stati i suoi ultimi due lavori. Il primo fu una guida botanica del biellese pensata per i partecipanti al quindicesimo Congresso Alpino Nazionale, che si sarebbe tenuto a Biella nell'agosto di quello stesso anno. Il secondo fu un censimento commentato della letteratura algologica italiana, sia di quella prodotta da botanici italiani sia di quella pubblicata da autori stranieri che si fossero però occupati dello studio di alghe presenti in Italia.
Questa fu l'ultima pubblicazione scientifica di Cesati che, sentendo prossima la morte, volle congedarsi dai suoi lettori lasciando scritto,  come epigrafe al saggio: «Di astro moribondo ultimo raggio»

## Contributi scientifici

### Pubblicazioni
Lavori scientifici di botanica
- Sugli studj fito-fisiologici degli Italiani e più particolarmente sulla Guida allo studio della fisiologia vegetale e della botanica del prof. Giuseppe Moretti, in Indicatore, I, fasc. II e III, ser. V, Milano, Tip. e Libr. Pirotta e C., 1836,  pp. 291-331.[118]
- Sulle ombrellate della Flora Elvetico-germanica e dell'Italia boreale, coll'aggiunta di alcune specie di recente recate dalla Grecia, in Bibliot. Ital. Gior, Lett. Sc. e Art., LXXXII, anno XXI, Milano, 1836,  pp. 379-399.[119]
- (DE) (In unione con Giuseppe Balsamo-Crivelli), Aufstellung von zwei neuen Arten Mucedineen, Botrytis Bassiana und Mucor radicans, und über die Entwickelung der ersteren Art im Seidenwurme (traduzione dall'originale), in Linnaea, X, Halle, 1836,  pp. 608-618.[120]
- Le teoriche più recenti dei botanici del Nord in fatto di fisica vegetabile, esposte compendiosamente in una serie di discorsi da Vincenzo Cesati, in Bibliot. It. Giorn. Lett. Sc. e Art., LXXXIV, anno XXI, Milano, I. R. Stamperia, 1836,  pp. 92-99.
- Le teoriche più recenti dei botanici del Nord in fatto di fisica vegetabile , esposte compendiosamente in una serie di discorsi da Vincenzo Cesati (continuazione), in Bibliot. It. Giorm. Lett. Sc. e Art., LXXXVI, anno XXII, Milano, I. R. Stamperia, 1837,  pp. 71-85.
- Le teoriche più recenti dei botanici del Nord in fatto di fisica vegetabile, esposte compendiosamente in una serie di discorsi da Vincenzo Cesati (continuazione), in Bibliot. It. Giorn. Lett. Sc. e Art., LXXXVII, anno XXII, Milano, I. R. Stamperia, 1837,  pp. 378-391.
- (DE) Ueber die Gattung Ambrosinia, in Linnaea, XI, Halle, 1837,  pp. 281-300.[121]
- (DE) Beschreibung einiger Pflanzen-Missbildungen, in Linnaea, XI, Halle, 1837,  pp. 301-305.[122]
- (LA) Syllabus plantarum, quas in ditione Novariensi lectas ad Floram Aconiensem offert pro appendice prima offert V. Cesati mediolanensis, in Linnaea, XI, Halle, 1837,  pp. 306-312.
- (DE) Bemerkungen uber einigen Umbelliferen in einem Schreiben an den Herausgeber, in Linnaea, XI, Halle, 1837,  pp. 313-325.[123]
- (DE) Botanischer Anhang zu E. Ritters von Friedrichstahl Reise in den sud-Ostlichen Theilen von Neugriechenland, Leipzig, 1838.[124]
- Cenni intorno all'elenco delle piante spontanee della provincia di Milano del sig. E. con supplemento al medesimo, in Bibliot. It. Giorn. Lett. Sc. e Art., XC, anno XXIII, Milano, 1838,  pp. 225-236.
- Cenni intorno all'elenco delle piante spontanee della provincia di Milano del sig. E. con supplemento al medesimo (continuazione e fine), in Bibliot. It. Giorm. Lett. Sc. e Art., XCI, anno XXIII, Milano, 1838,  pp. 330-348.
- (LA) Iconographia Stirpium Italicarum. Stirpes Italicae rariores vel novae descriptionibus iconibusque illustratae. Auctore Vincentio E. Dyn. Cesati. Accedunt animadversiones in characteres plantarum pariter tabulis adumbratae, I-II-III, Milano, Aloysius Jacobi F. Pirola, 1840-1843,  pp. 1-49, tav, 8; pp. , tav..
- D'alcune cose riguardanti l'agricoltura, in Il Politecnico, IV, fasc. XIX, anno II, sem. II, Milano, Tip. Luigi Di Giacomo Pirola, 1841,  pp. 9-34.
- Saggio su la geografia botanica e su la flora della Lombardia, Milano, Tip. Giuseppe Bernardoni di Giovanni, 1844,  pp. 1-74.[125]
- (LA) Flora dalmatica sive Enumeratio stirpium vascularium quas hactenus in Dalmatia lectas et sibi observatas descripsit, digessis, rariorumque iconibus illustravit Robertus de Visiani. Vol. I, Lipsiae, apud Fridericum Hofmeister 1842, in Gior. Bot. It., I, tomo 1, pt. 2, Firenze, 1844-45,  pp. 114-118.
- Atti verbali della Sezione di Botanica e Fisiologia vegetale del VI Congresso degli Scienziati tenuto in Milano nel settembre 1844, in Atti del VI Congresso degli Scienziati in Milano, 1844, Milano, Tip. Luigi Di Giacomo Pirola, 1845,  pp. 451-534.
- Relazioni al VI Congresso degli Scienziati in Milano. Cenni di Geografia botanica (p. 461). Sopra un caso di antolisi ne capolini del Trifolium repens (p. 463). Sull'Arenaria bavarica (p. 464). Anomalie e particolarità osservate in diverse piante (p. 467). Sull'origine del pseudo-stroma delle Sferie (p. 474). Di un coniomicete che infesta il grano turco (p. 510). Osservazioni generali sulle produzioni micetoidee (p. 524), in Atti del VI Congresso degli Scienziati in Milano, 1844, Milano, Tip. Luigi Di Giacomo Pirola, 1845.
- Cuscuta cesatiana Bertol. Descrizione, in Index seminum R. Horti botanici Genuensis, Genova, 1851.
- Sulla malattia delle uve (Nota I), in Il Vessillo Vercellese. Gazzetta della Divisione amministrativa di Vercelli, n. 37, Vercelli, Tip. De Gaudenzi, 13 settembre 1852.
- Sulla malattia delle uve (Nota II), in Il Vessillo Vercellese. Gazzetta della Divisione amministrativa di Vercelli, n. 39, Vercelli, Tip. De Gaudenzi, 27 settembre 1852.
- Del ringiovanimento nella natura, dimostrato nelle piante dal Dott. Alessandro Braun, in Il Cimento, I, fasc. III, Torino, Tip. Ferrero e Franco, 1852,  pp. 289-312.
- (FR) Notice à servir d'appendix aux mémoires de Messieurs Leveillé, Tulasne et autres, sur la véritable nature des Sclérotiums, in Bot. Zeit., XIII, n. 5, Berlin, 1855,  pp. 73-80.[126]
- (DE) Ricotia Pestalotiana. Beitrag zur Kleinasiatischen Flora, in Bot. Zeit., XIV, n. 31, Leipzig, A. Förstner'sche Buchhandlung, 1856,  pp. 529-532.[127]
- Nuova sostanza colorante indigena, in Rivista conlemporanea, IX, anno V, Torino, Tip. Econ. Barbera, 1857,  pp. 150-151.
- (LA) (in unione con Giuseppe De Notaris), Isoëteos novae descriptio. Ex Index seminum R. Horti botanici Genuensi, Auctoribus V. Cesati et J. De Notaris, Genova, Typ. Lyt. Guidetti Francisci, 1858,  pp. 1-7.
- Appunti per una futura crittogamologia insubrica. I.  Della vegetazione crittogamica dell'Agro Vercellese e biellese e suoi rapporti con la vegetazione fanerogamica, in Comm. Soc. Crittogam. It., I, n. 1, Genova, Tip. del R. Ist. De' Sordo-Muti, 1961,  pp. 7-16.
- Appunti per una futura Crittogamologia Insubrica. II (Continuazione). Confronti generici sulla vegetazione crittogamica di alcune parti del territorio insubrico, in Comm. Soc. Crittog. It, I, n. 2, Genova, Tip. del R. Ist. De' Sordo-Muti, 1861,  pp. 47-72.
- (DE) Ein ernstes Wort über Dr. Bonorden's Vorschläge und Neuerungen in der systematischen Behandlung und Benennung der Conio- und Cryptomyceten, in Bot. Zeit., XIX, n. 33, Leipzig, A. Förstner'sche Buchhandlung, 1861,  pp. 235-238.[128]
- (in unione con Giuseppe De Notaris), Schema di classificazione degli sferiacei italici aschigeri: più o meno appartenenti al genere Sphaeria nell'antico significato attribuitogli da Persoon, in Comm. Soc. Crittog. It., I, n. 4, Genova, Tip. del R. Ist. De' Sordo-Muti, 1863,  pp. 177-240.
- Elenco sistematico di alcune piante dei luoghi di Terra Santa, determinate da V. Cesati, in Terra Santa (del teologo Igino Martorelli Canonico della Basilica Metropolitana di Vercelli), Vercelli, Tip. e Lit. De Gaudenzi, 1866,  pp. 1-10.
- (In unione con Giuseppe Gibelli e Giovanni Passerini), Compendio della flora italiana, compilato per cura dei professori V. Cesati, G. Passerini e G. Gibelli. Vol. I: Acotiledoni vascolari. Piante monocotiledoni. Piante dicotiledoni. Vol. II: Tavole, Milano, Vallardi, 1867-1902,  pp. 1-908, tav. I-XCIX.
- Sul Secotium Malinvernianum, in Atti Soc. It. Sc. dei XL, XI, Roma, Tip. Giuseppe Bernardoni, 1868,  pp. 390-391.
- De' vantaggi dello studio della botanica può ritrarre da una collezione di autografi, aggiunto un cenno storico sovra il Cirillo. Letto all'Accademia Pontaniana nella tornata del dì 28 febbraio 1869 dal socio ord. Vincenzo Cesati. Con autografo dcl Cirillo, in Rend. Acc. Pontaniana, Napoli, 1869,  pp. 1-18.
- Illustrazione della Saxifraga florulenta, (Morett.); Memoria del socio ordinario V. Cesati. (Adunanza del dì 4 settembre 1869) - (Sunto dell'Autore), in Rend. Acc. Sc. Fis. e Mat. Soc. R. Napoli, VIII, n. 9, Napoli, Stamp. Del Fibreno, 1869,  p. 142.
- Illustrazione della Saxifraga florulenta, Morett. Preceduta da considerazioni in ordine a distribuzione geografica delle altre specie italiane di quel genere. Del socio ordinario V. Cesati. Letta nell'adunanza del dì 4 settembre 1869. Con appendice (Adunanza del dì 2 ottobre 1869), in Atti Acc. Sc. Fis. e Mat. Soc. R. Napoli, IV, n. 12, Napoli, Stamp. Del Fibreno, 1869,  pp. 1-15, tav. 1.
- Introduzione ad una serie di memorie illustrative della vegetazione crittogamica nelle provincie Napolitane, in Atti Acc. Sc. Fis. e Mat. Soc. R. Napoli, IX, fasc. VII, Stamp. Del Fibreno, 1870,  pp. 118-122.
- Sopra le Musae dell'Orto botanico in Napoli, in Nuovo Gior. Bot. It., II, n. 3, Firenze, Stab. Tip. G. Pellas, 1870,  pp. 177-179.
- Sulla Saxifraga florulenta Moretti, in Nuovo Gior. Bot. It., II, n. 3, Firenze, Stab. Tip. G. Pellas, 1870,  pp. 192-193.
- Note giustificative del Prof. cesati riguardanti la sinonimia adottata per le famiglie delle Monoclamidee d'imminente pubblicazione nel Compendio della Flora Italiana, in Nuovo Giorn. Bot. It., IV, Firenze, Stab. Tip. G. Pellas, 1872,  pp. 223-230.
- Piante della Majella, del Morrone e delle loro adiacenze nell'Abruzzo Citeriore. Ricordo ai cortesi visitatori del convegno alpinistico in Chieti nell'estate 1872, Napoli, Stamp. R. Università, 1872,  pp. 1-30.
- Sulla scoperta della Battarrea phalloides (Pers.) per la Flora Napoletana. Nota del socio ordinario Vincenzo Cesati. Adunanza del dì 14 agosto 1872, in Rend. Acc. Sc. Fis. e Mat. Soc. R. Napoli, XI, n. 9, Stamp. del Fibreno, 1872,  pp. 197-203.
- Monte Sant'Angelo ai Tre Pizzi di Castellamare. Lettera al Professore Bartolomeo Gastaldi (PDF), in Boll. Club Alpino Italiano, VI, n. 20, Torino, Tip. G. Candeletti, 1872-1873,  pp. 358-365.
- Illustrazione di alcune piante raccolte dal Sig. Prof. Strobel sul versante orientale delle Ande chilene, dal Passo del Planchon sino a Mendoza, attraverso la Pampa del Sud. Memoria del Socio ordinario Vincenzo Cesati letta nell'adunanza del dì 11 febbraio 1871, in Atti Acc. Sc. Fis. e Mat. Soc. R. Napoli, V, n. 7, Napoli, Stamp. Del Fibreno, 1873,  pp. 1-22, tav. 3.[129]
- Nuovi cenni sulla Battarrea phalloides, Pers. Nota del socio ordinario Vincenzo Cesati. Adunanza del dì 1º marzo 1873, in Atti Acc. Sc. Fis. e Mat. Soc. R . Napoli, XII, n. 3, Stamp. Del Fibreno, 1873,  pp. 34-35.
- Note botaniche di vario argomento. Del socio ordinario Vincenzo Cesati lette nell'adunanza del 10 agosto 1872. Illustrazione della Brocchia Dichotoma del Mauri, ora Simmondsia californica, Nuttall (pp. 1-9). Di alcune Rosellinie, genere fra li Pirenomiceti aschigeri a spore semplici (pp. 9-14). Amarantus albus et Amarantus Graecizans. Criticum Synonymiae Specimen (pp. 15-18), in Atti Acc. Sc. Fis. e Mat. Soc. R. Napoli, V, n. 21, Napoli, Stamp. del Fibreno, 1873,  pp. 1-18, tav. 2.
- Notizie sulla flora del Balkan, comunicate dal barone Cesati con lettera al direttore del giornale, in Nuovo Giorn. Bot. It., V, fasc. III, Pisa, Tip. Nistri, 1873,  pp. 161-164.
- Relazione botanica. Elenco delle piante raccolte da diversi fra li botanici che presero parte all'escursione sul gruppo della Maiella e del Morrone dal 2 al 12 luglio dell'anno 1872, in Boll. Club Alp. It., VII, n. 21, Torino, Tip. Ed. G. Candeletti, 1873,  pp. 157-187.
- Ulteriori note e schiarimenti al Compendio della flora italiana, in Nuovo Giorn. Bot. It., V, fasc. III, Pisa, Tip. Nistri, 1873,  pp. 216-223.
- Dell'ibridismo nel genere Achillea, e delle foglie gemmipare della Cardamine pratensis, in Nuovo Giorn. Bot.. It., VI, fasc. III, Firenze, Stab. Tip. G. Pellas, 1874,  pp. 243-249.
- Battarraea Guiccìardiniana sp. n. Nota del socio ordinario V. Cesati. Adunanza del dì 5 giugno 1875. (Sunto dell'Autore), in Atti Acc. Sc. Fis. e Mat. Soc. R. Napoli, XIV, n. 7, Stamp. Del Fibreno, 1875,  p. 87.
- Notizie Micologiche: Battarraea sp. an nova? - Puccinia Malvacearum. Nota del socio ordinario Vincenzo Cesati. Adunanza del dì 6 febbraio 1875, in Atti Acc. Sc. Fis. e Mat. Soc. R. Napoli, XIV, n. 2, Stamp. Del Fibreno, 1875,  pp. 36-39.
- (LA) Ad commentarium inchoandum de speciebus plantarum tenoreanis, et copiosis et multiplicibus,  tum distinctissimis, speciosis, tum intricatissimis, obscuris, permultis acclamatis, aliis praetervisis, aliisque irrite interpretatis, Zurloae splendentis,  generi forsan guareae tutius revocandae ad novissimum benthamii schema reformato, Macriae callipticanthae sub antiquiori cordia subsumendae,  illustrationem exhibet uberiorem Vincentius Cesati, in Atti Acc. Sc. Fis. e Mat. Soc. R. Napoli, VI, n. 11, Napoli, Stamp. Del Fibreno, 1875,  pp. 1-6, tav. 3.
- (DE) Ueber einige Arten der Gattung Rosellinia De Notaris, in Atti Acc. Sc. Fis. e Mat. Soc. R. Napoli, V, Napoli, Stamp. Del Fibreno, 1875.[130]
- Le Felci, e gruppi affini, dell'Isola di Borneo. Memoria del socio ordinario Vincenzo Cesati. Adunanza del dì 1º luglio 1876. (Sunto dell'Autore), XV, fasc. VII, Tip. R. Acc. Sc. Fis. e Mat., 1876,  pp. 136-137.
- Prospetto delle Felci raccolte dal Sig. O. Beccari nella Polinesia durante il suo secondo viaggio di esplorazione in quei mari. Nota del socio ordinario Vincenzo Cesati. (Adunanza del 10 febbrajo 1877), in Rend. Acc. Sc. Fis. e Mat. Soc. R. Napoli, XVI, fasc. II, Tip. R. Acc. Sc. Fis. e Mat., 1877,  pp. 23-31.
- Battarrea Guicciardiniana Ces. nuova specie di fungo italico. Memoria del Socio ordinario Vincenzo Cesati letta nell'adunanza del 5 giugno 1875, in Atti Acc. Sc. Fis. e Mat. Soc. R. Napoli, VII, ser. II, n. 3, Napoli, Tip. R. Acc. Sc. Fis. e Mat., 1878,  pp. 1-7, tav. 1.
- Felci e specie nei gruppi affini raccolte a Borneo dal Signor Odoardo Beccari. Memoria del socio ordinario Vincenzo Cesati letta nell'adunanza del dì 1º luglio 1876, in Atti Ac. Sc. Fis. e Mat. Soc. R. Napoli, VII, n. 8, Napoli, Tip. R. Acc. Sc. Fis. e Mat., 1878,  pp. 1-43, tav. 4.
- (LA) Mycetum in itinere Borneensi lectorum a Cl. Od. Beccari. Enumeratio curis Vincentii Cesati s. o. (Exhibita die 13 Jul. 1878), in Atti Acc. Sc. Fis. e Mat. Soc. R. Napoli, VIII, n. 3, Napoli, Tip. R. Acc. Sc. Fis. e Mat., 1879,  pp. 1-28, tav. 4.[131]
- Saggio di una bibliografia algologica italiana (PDF), in Mem. Soc. It. Sc. dei XL, IV, ser. III, n. 7, Roma, 1882,  pp. 1-77.
- Sguardo turistico sulla flora della Regione Biellese. In occasione del 15º Congresso alpino nazionale presso la sezione di Biella, Biella, G. Amosso, 1882,  pp. 1-14.
- (FR) Vente d’une grande collection botanique du baron Vincent Cesati, Napoli, Tip. Fratelli Tornese, 1882,  pp. 1-3.

Lavori accademici e didattici di scienze diversi dalla botanica
- Pensieri sulla idrofobia e su le apoplessie, in Gazzetta Med. It. Lombardia, III, ser. III, n. 40, Firenze, Tip. Mariano Cecchi, 1839,  pp. 346-3347.
- Tavole analitiche pel corso di storia naturale (Zoologia) durante l'anno scolastico 1850-51 ad uso degli allievi delle classi superiori nel Collegio nazionale di Vercelli, Vercelli, Tipografia De Gaudenzi, 1851,  pp. 1-31.
- Analisi chimica delle acque bromo-jodurate di Saxon nel Vallese, Vercelli, 1853.
- Molluschi raccolti nel R. Orto Botanico in Napoli, in Bull. Soc. Malac. It., I, Pisa, Tip. Nistri, 1875,  pp. 125-128.
- Il Monte della Disgrazia, in Bull. Trimestale Club. Alp. It., II, fasc. I, n. 8, Torino, Tip. G. Cassone, 1867,  pp. 46-76.
- Alla memoria di sei illustri naturalisti nazionali della Società Italiana delle Scienze detta dei XL. Domenico Cirillo (pp. LXIX-LXXII); Michele Tenore (pp. LXXIII-LXXXI); Guglielmo Gasparrini (pp. LXXXII-LXXXVIII); Giuseppe de Notaris (pp. LXXXIX-XCIX); Paolo Panceri (pp. C-CVIII); Filippo Parlatore (pp. CIX-CVIII) (PDF), in Rend. Soc. It. Sc. dei XL, III, ser. III, Roma, 1879,  pp. 1-53.
- Cenni biografici sovra Antonio Bertoloni e Giuseppe Giacinto Moris (PDF), in Mem. Soc. It. Sc. dei XL, IV, ser. III, Roma, 1882,  pp. LVII-LXIV.

### Comunicazioni, sunti e note brevi di botanica
- Su Hedwigia: Notizblatt für Kryptogamische Studien, Dresden.
  -  Uber Bermebrung der Hydrodictyon utriculatus Roth, n. 3, 1852,  pp. 10-11.
  -  Ad Sphaeriam berberidis Pers. et Sphaeriam lisae De Not. Herbar. mycolog. Nr. 1846, n. 7, 1853,  p. 34.
  -  Ad Diplodiam arachnoideam Ces. mspt. Tab. V. F. 1. Herb, mycol. N. 1845. et chaetomioides Ces. mspt. Tab. V. F. 2. Herb, mycol. N. 1847, n. 9, 1954,  p. 41.
  -  Tab. VIII. F. 1. Cenangium pruinosum Ces. mspt., n. 9, 1854,  p. 43.
  -  Sphaeria Leveillei DN. et Montagne flor. d’Alger non Tulasne in Ann. sc. n. (p.70). Hypoxylon coccineum — Bull. Fr. summ. 384? (p.71). Sphaeria insitiva Tode-DN. microm. ital. Dec. VII, H. 1. c. Jcon. (pp. 71-72).  Peziza (Helotium) Cesatii Montagne mss. et in litt, ad Cesat. (p. 72), n. 10, 1855,  pp. 70-72.
  -  Cryptodiscus Cesatii Mont.; Phacidium arundinaceum Ces. hb. et in litt, ad amicos., n. 15, 1856,  p. 102.
  -  Peronospora umbelliferarum var. Berkelei. Ces. mss. Rabenh. Herb, mycol. Ed. II. Cent. VI., n. 19, 1857,  p. 120.
  -  Zu Cryptodiscus lichenicola Ces. Herb, miycolog. N. 523, n. 1, 1858,  p. 8.
  -  Sphaeria hyalospora Ces. mss. et hb. Tab. N. F. 11., n. 4, 1859,  p. 24.
- Su Rendiconto dell'Accademia delle Scienze Fisiche e Matematiche della Società Reale di Napoli, Napoli.
  -  Nuova interpretazione del Sicono. (Adunanza del dì 8 gennaio 1870), IX, fasc. I, 1870,  p. 18.
  -  Illustrazione di alcune piante raccolte dal signor Prof. Strobel, parmense, nel suo viaggio pel passo del Plauchon, sul versante orientale delle Andes Chilene ed attraverso la Pampa del Sud sino a Mendoza nel territorio Argentino. (Adunanza del dì 11 febbrajo 1871), X. fasc. II, 1871,  pp. 35-36.
  -  Note botaniche di vario argomento. (Adunanza del dì 10 agosto 1872) - (Sunto dell'Autore), XI, fasc. VIII, 1872,  p. 191.
  -  Illustrazione dei generi Zurloa e Macria di Tenore. (Adunanza del dì 8 Agosto 1874 - Sunto dell'Autore), XIII, fasc. VIII, 1874,  p. 118.
  -  Enumerazione dei Miceti raccolti nelle isole di Borneo e Ceylan dal Signor Odoardo Beccari. (Adunanza del d' 13 luglio 1878) - (Sunto dell'Autore), XVII, fas. VII, 1878,  pp. 110-111.
  -  Sul Coleus montanus, Hochst. in pl. Abyssinicis Schimperianis N. 2460. (Adunanza del dì 6 Dicembre 1879), XVIII, fasc. XII, 1879,  pp. 264-266.

Scritti su argomenti diversi dalle scienze naturali
- Commenti e riflessioni sulle condizioni della Lombardia e Venezia e su alcuni scritti che delle medesime trattarono, Vercelli, Tip. e Lit. De Gaudenzi, 1854,  pp. 1-286.
- Nuova interpretazione d'un verso di Dante. Lettera al Direttore, in Vessillo Vercellese, Vercelli, 24 maggio 1855.
- Prose e versi pronunciati nel banchetto di addio offerto dal corpo insegnante di Vercelli al barone cavaliere Vincenzo Cesati preside e direttore degli studi tecnici in occasione della sua nomina a professore ordinario di botanica nella R. Università di Napoli, Vercelli, Tip. Guiidetti e Perotti, 1868,  pp. 1-16.
- Valete! (PDF), in Boll. Club Alpino Italiano, V, n. 16, Torino, Tip. G. Candeletti, 1869,  pp. 348-350.
- Valete agli Alpinisti convenuti in Caprile il giorno 18 settembre 1871 (PDF), in Boll. Club Alpino Italiano, V, n. 18, Tip. G. Candeletti, 1871,  pp. 451-452.
- Una pagina del mio Diario 1871, estratta nella occasione che in Bassano si celebra il centenario della nascita di Giambattista Brocchi coll'aggiunta di due lettere inedite dello Spallanzani, Napoli, Stamp. della R. Università, 1872,  pp. 1-13.
- L'Alpinista, in Boll. Club Alp. It., VII, n. 21, Torino, Tip. Ed. G. Candeletti, 1873,  pp. 138-143.
- Brindisi alpinistico, in Boll. Club. Alp. It., VIII, n. 23, Torino, Tip. Ed. G. Candeletti, 1874,  pp. 414-415.
- Il Moncodine (PDF), in L'Alpinista, II, n. 11, Torino, Tip. Ed. G. Candeletti, 1875,  pp. 166-169.

### Materiali inediti dell'erbario crittogamico di Cesati pubblicati postumi
- Francesco Balsamo, Antonio Jatta, Orazio Comes, Reliquie Cesatiane. Crittogame raccolte nell'Orto Botanico dal Prof. V. Cesati. Alghe, licheni e muschi, in Rend. Acc. Sc. Fis. e Mat. Soc. R. Napoli, XXIV, fasc. III, Napoli, 1885,  pp. 69-79.
- Cesare Massa, Reliquie Cesatiane. Funghi del Piemonte. Seconda contribuzione, in Annali di Botan., X, Roma, Tip. Enrico Voghera, 1912,  pp. 417-430, tav. 1.
- Oreste Mattirolo, I funghi ipogei italiani, raccolti da O. Beccari, L. Cardesi, A. Carestia, V. Cesati, P.A. Saccardo, in Mem. R. Acc. Sc. Torino, Ser. II, tomo LIII, Torino, Stab. Tip. Vincenzo bona, 1903,  pp. 332-366.
- Teodoro Ferraris, Reliquie Cesatiane. Primo elenco di funghi del Piemonte., in Annuario R. Ist. Botan., IX, fasc. III, Roma, Tip. Enrico Voghera, 1902,  pp. 187-220.

### L'Herbarium Cesatianum
All'età di tredici anni, Cesati iniziò ad allestire un erbario con gli exsiccata degli esemplari raccolti e determinati durante le sue prime erborizzazioni. In seguito, e per oltre sessant'anni, la sua raccolta botanica venne sempre più arricchendosi di nuovi esemplari e di nuove specie fino a diventare uno dei importanti e dei più completi erbari privati dell'800.
Nel 1885 L'Herbarium Cesatianum fu acquistato dall'Università di Roma diventando la principale collezione botanica storica del Museo Erbario, RO sia per il numero di esemplari, sia per il numero di specie diverse e per la vastità delle loro provenienze geografiche, sia per il numero di exsiccata typi, in ambito prevalentemente micologico, cui è legata la prima descrizione dei taxa.
L'Erbario Cesati è stimato ricco di oltre 350.000 esemplari appartenenti a circa 49.000 specie diverse. Di queste 32.000 circa sono le fanerogame e circa 17.000 le crittogame.
Questi numeri così elevati si giustificano considerando che l'erbario contiene non solo le specie autoctone raccolte da Cesati nei territori, pur non vastissimi, da lui erborizzati, ma anche le specie della flora italiana e di quella esotica inviategli dai suoi numerosissimi corrispondenti italiani e stranieri con i quali Cesati intrattenne un'intensa e proficua attività di scambi e donazioni. Inoltre Cesati incrementò di molto la consistenza del suo erbario con l'acquisto di numerose collezioni venali, come le centurie di exsiccata di Gottlob Ludwig Rabenhorst, e di altre preziose raccolte originali fornitegli dal venditore tedesco Rudolf Hohenacker.
Correlano l'erbario, il Registro delle Accessioni in cui Cesati annotò, per ogni collezione acquisita, il nome dell'autore, l'anno di entrata, l'elenco delle specie e della loro consistenza numerica e l'Autografario, una raccolta di oltre duemilacinquecento documenti (lettere, note, dediche, biglietti da visita, cartellini di erbario manoscritti, ecc.), con la firma autografo dell'autore, utilizzati da Cesati per ricavare l’esatta attribuzione e l’autenticità delle collezioni botaniche che gli pervenivano anonime.

### Contributi a raccolte diexsiccata
- (in unione con Giuseppe De Notaris, Francesco Baglietto), Erbario crittogamico italiano. Serie I, Serie II, (1-650) e Serie II, (651-1500), Genova, Soc. Crittogamica Italiana, 1858-1885.
- Herbarium Bridelianum.[138]
- (In unione con Théodore Caruel e Pietro Savi), Plantae exsiccatae Italiae Borealis., Sect. I 1860, II 1861, III 1862.
- Gottlob Ludwig Rabenhorst, Die Algen Sachsens, respective Mittel-Europa's, Dresda.
- Gottlob Ludwig Rabenhorst, Fungi europaei exsiccati, Dresda.
- Pier Andrea Saccardo, Flora Italica Cryptogama exsiccata.

### Fonti di documentazione
- Diari annuali di erborizzazione (1830-1849), Vercelli, Archivio di Stato di Vercelli (Fondo Arborio Mella), 1830-1849.
- Diari annuali di erborizzazione (1850-1880), Roma, Università La Sapienza. Dipartimento di Biologia vegetale. Museo Erbario di Roma (Arch. RO, V. Cesati, Ms. IV)., 1850-1880.
- Registri delle Accessioni (1828-1856), Vercelli, Archivio di Stato di Vercelli (Fondo Arborio Mella), 1828-1856.
- Registri delle Accessioni (1857-1870), Roma, Università La Sapienza. Dipartimento di Biologia vegetale. Museo Erbario di Roma (Arch. RO, V. Cesati, Ms. VIII), 1857-1870.
- Autografario, Ginevra, Conservatoire et Jardin Botanique de Genève.